# نیلز آنین
نیلز آنین (انگلیسی: Niels Annen؛ زادهٔ ۶ آوریل ۱۹۷۳) یک سیاست‌مدار اهل آلمان است.